# 882
882(팔백팔십이)는 881보다 크고 883보다 작은 자연수다.

## 수학
- 합성수로, 그 약수는 총 18개다. (1, 2, 3, 6, 7, 9, 14, 18, 21, 42, 49, 63, 98, 126, 147, 294, 441, 882)
  - 882의 진약수의 합은 1341이므로, 882는 과잉수다.
- {\displaystyle 67^{3}-1}은 882로 나누어떨어진다.

## 과학
- NGC 882: 양자리 방향에 있는 렌즈형은하.

## 교통
- 882번 홋카이도도(일본어판)

## 군사
- 882 해군 항공대(영어판): 과거 존재한 영국의 해군 항공대.

## 문화유산
- 대한민국의 보물 제882호: 곤여전도 목판

## 방송
- AM 882kHz
  - 대한민국 KBS대전 제1라디오 대덕 송신소의 주파수.
  - 일본 NHK 라디오 제1방송 시즈오카 방송국의 주파수.

## 기타
- 연도: 882년, 기원전 882년